# Igreja de São Miguel e Todos os Anjos (Martin Hussingtree)

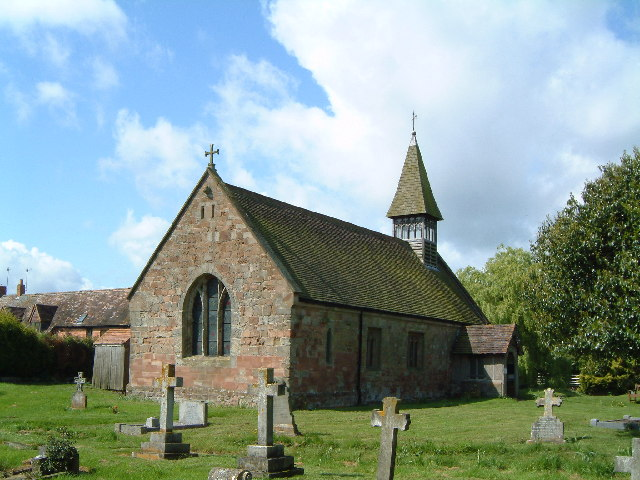
Igreja de São Miguel e Todos os Anjos, em Martin Hussingtree, Worcestershire, vista do nordeste.

A Igreja de São Miguel e Todos os Anjos é uma igreja listada como Grau I em Martin Hussingtree, Worcestershire.
A parede oeste é provavelmente de origem no século XII, mas o restante da igreja foi reconstruída no início do século XIII.
Thomas Tomkins foi enterrado no cemitério da igreja a 9 de junho de 1656.